# Чемпионат России по плаванию на открытой воде 2007
Чемпионат России по плаванию на открытой воде 2007 года прошёл со 2 по 9 августа в Сочи.

## Призёры

### Мужчины

#### 5 км с раздельным стартом
Владимир Дятчин

 Евгений Дратцев

 Даниил Серебренников

#### 10 км
Евгений Дратцев

 Даниил Серебренников

 Артём Подьяков

#### 16 км
Антон Саначев (Удмуртия) — 3:17.19,96

 Дмитрий Соловьёв (Псковская область) — 3:17.22,99

 Василий Поваляев (Коми) — 3:18.05,08

### Женщины

#### 5 км
Лариса Ильченко (Волгоградская область)

 Екатерина Селивёрстова (Санкт-Петербург)

 Екатерина Жданова (Архангельская область)

#### 10 км
Ксения Попова

 Анна Уварова

 Екатерина Жданова

#### 16 км
Ксения Попова (Липецкая область) — 3:27.41,48

 Наталья Панкина (Липецкая область) — 3:27.49,54

 Олеся Шалыгина (Ярославская область) — 3:27.52,95

## Командный зачет
1. Липецкая область — 171 очко
2. Волгоградская область — 129
3. Москва — 123[2]